# Leisniger Riesenstiefel
| Leisten          | Leisten |
| ---------------- | ------- |
| Länge            | 207 cm  |
| Ballen           | 193 cm  |
| Hacke            | 280 cm  |
| Spann            | 190 cm  |
| Absatz           | 40 cm   |
| Spitzensprengung | 10 cm   |
| Leistengewicht   | 59 kg   |
| Stiefel          |         |
| Schafthöhe       | 490 cm  |
| Sohlenlänge      | 220 cm  |
| Absatzhöhe       | 42 cm   |
| Gesamtgewicht    | 439 kg  |
| Schuhgröße       | 330     |

Der Leisniger Riesenstiefel hält mit einer Schafthöhe von 4,90 m und einer Sohlenlänge von 2,20 m den Guinness-Rekord als weltgrößter Stiefel. Zu seiner Fertigung wurden 140 kg Sohlenleder aus 10 Rindshäuten verwendet und allein das mit 16 Zacken besetzte Sporenrad hat einen Durchmesser von 55 cm.

## Geschichte
Nach der Gründung der Burg Mildenstein im 10. Jahrhundert schlossen sich die angesiedelten Kaufleute, Bauern und Handwerker in Zünften zusammen. Neben den Kammsetzern, Tuchmachern und Leinewebern zählten die Schuhmacher zu der größten Zunft der damaligen Zeit. Mitte des 19. Jahrhunderts stand sie in voller Blüte: Von den 5.500 Einwohnern Leisnigs waren allein 150 selbstständige Schuhmachermeister und noch einmal die gleiche Zahl Gesellen und Lehrlinge.
Als in Leisnig die Schuhfabrik Zehl die maschinelle Herstellung von Serienschuhwerk aufnahm, mussten die meisten Meister ihr Handwerk aufgeben. Die damaligen 8.000 Einwohner Leisnigs konnten nun von einem Alleinmeister versorgt werden.

### Erster Döbelner Riesenstiefel

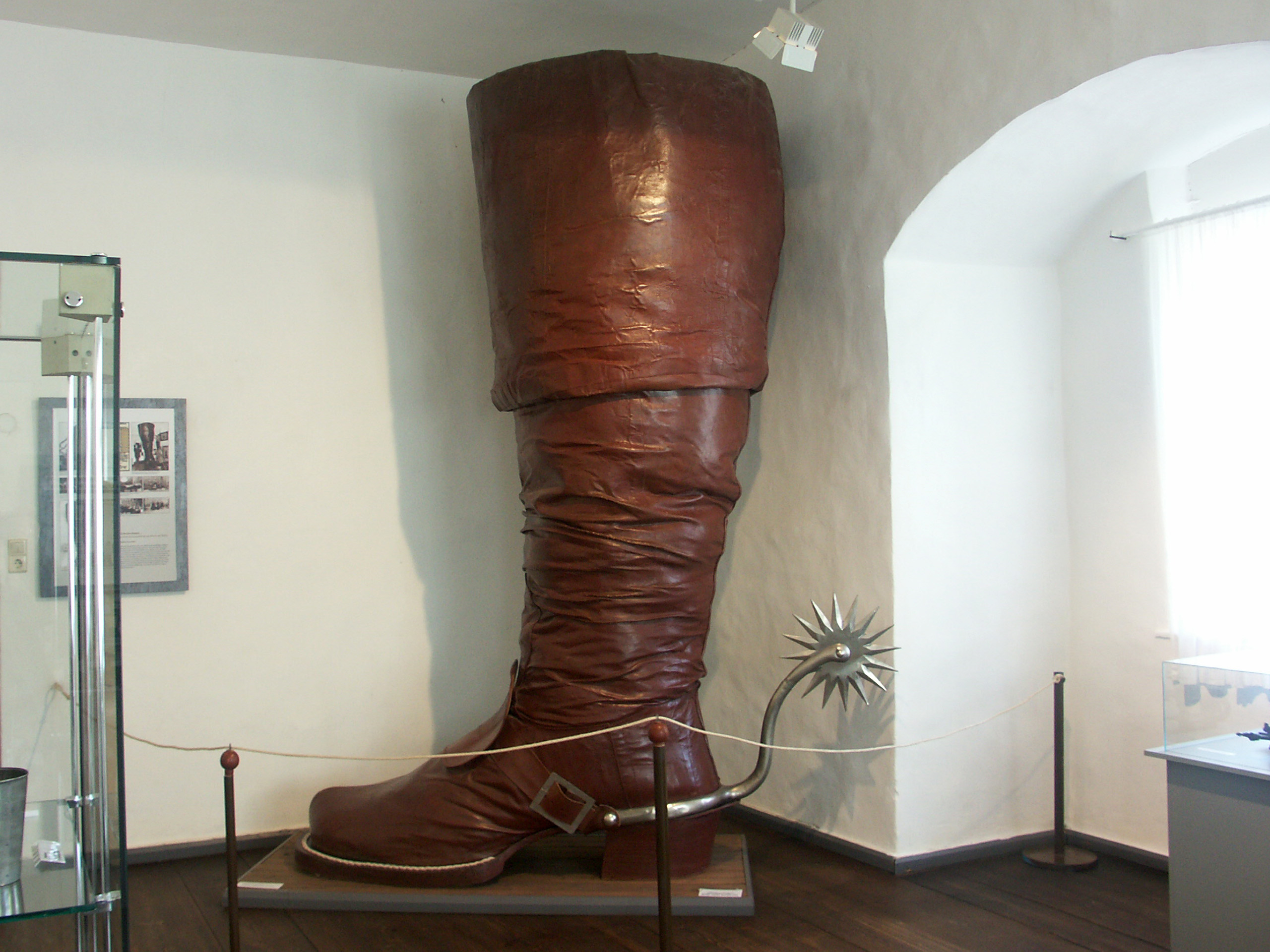
Döbelner Hindenburg-Stiefel von 1925

Um auf ihr Handwerk aufmerksam zu machen, hatten die Handwerkszünfte seit jeher winzig kleine und übergroße Gegenstände angefertigt. Nachdem bereits in Görlitz um 1860 und in Dresden 1914 Riesenstiefel gefertigt wurden, schufen in dieser Tradition 1925 sechs Schuhmachermeister zum 600-jährigen Bestehen der Döbelner Schuhmacherinnung in 750 Arbeitsstunden den Döbelner Riesenstulpenstiefel mit einer Sohlenlänge von 1,85 m und einer Höhe von 2,48 m. Der dem damaligen Reichspräsidenten gewidmete Hindenburg-Stiefel wurde nach den Feierlichkeiten vom Döbelner Wettinplatz ins Rathaus gebracht und geriet dort in Vergessenheit.
Der Stiefel konnte nur durch die Pflege des Schuhmachermeisters Gerhard Berthold erhalten werden, der ihn nach Leisnig geholt und von Grund auf restauriert hatte. Danach konnte er ab 1957 im Kreismuseum auf Burg Mildenstein in Leisnig besichtigt werden. Nach der Wiedervereinigung bemühte sich die Stadt Döbeln intensiv um eine Rückführung des Riesenstiefels, um den sich 40 Jahre lang Bürger der Stadt Leisnig gekümmert hatten. 
Nach einem als „Stiefelkrieg“ bezeichneten Streit in der regionalen Presse wurde schließlich vor Gericht entschieden, dass der Stiefel im Jahr 2012 an Döbeln zurückgegeben werden muss. Von einer Gruppe Berliner Lederrestauratorinnen wurde die Rückkehr des Riesenstiefels nach Döbeln vorbereitet.
Durch umfangreiche Umbau- und Restaurierungsmaßnahmen auf der Burg konnte der Döbelner Riesenstiefel vor Ablauf der vereinbarten Leihdauer am 29. März 2010 von einer auf Kunsttransporte spezialisierten Dresdner Spedition verpackt und nach Döbeln transportiert werden. Nach 53 Jahren auf der Burg Mildenstein, im 85. Jahr seiner Fertigstellung und ersten Präsentation steht er derzeit vorläufig in der 2. Etage des Döbelner Rathauses. Nach der erforderlichen Restaurierung soll er in einer Vitrine im Treppenaufgang des Rathauses einen dauerhaften Platz finden.

### Leisniger Riesenstiefel

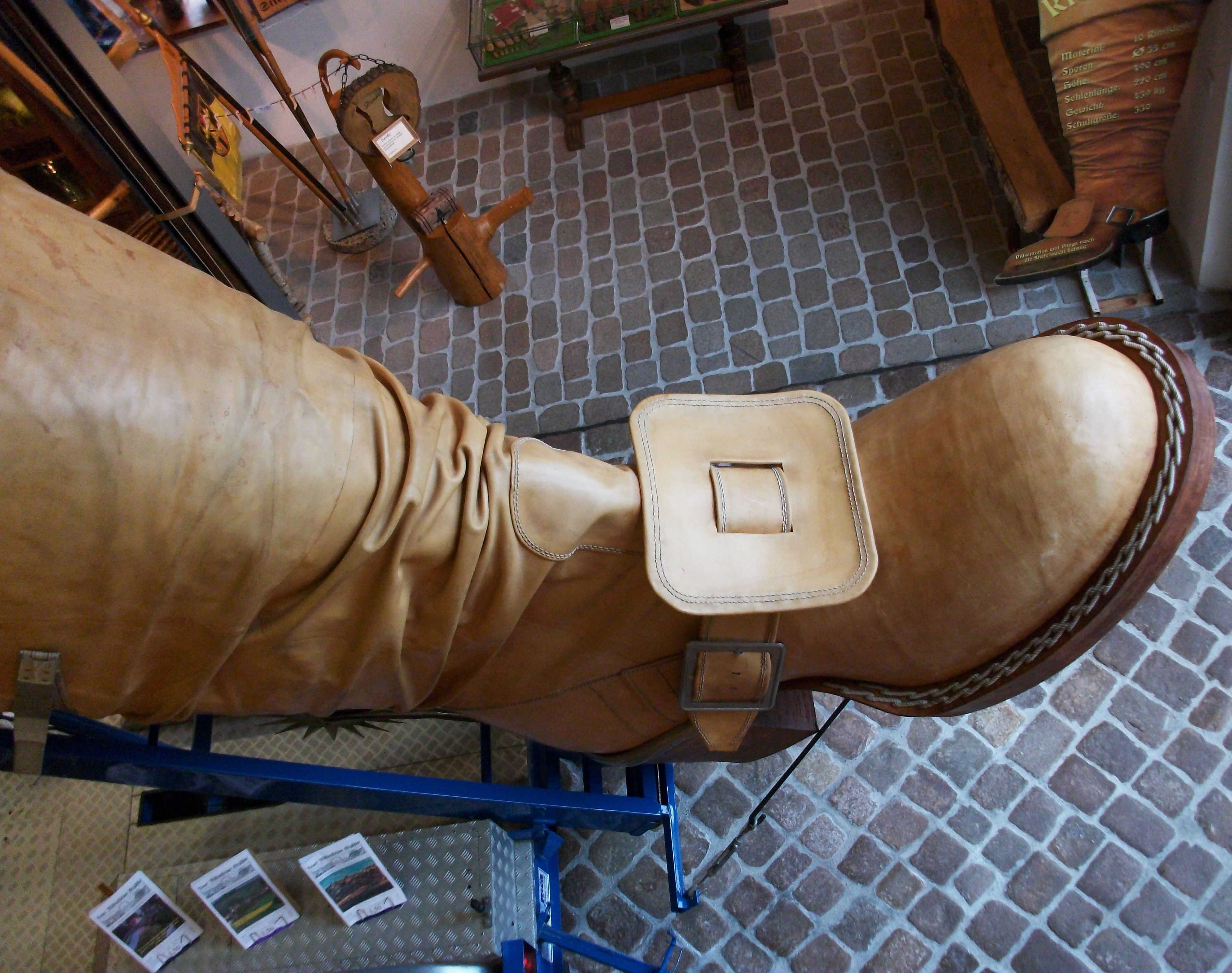
Leisniger Riesenstiefel im Stiefelmuseum Leisnig

Zur 950-Jahr-Feier der Stadt Leisnig am 21. Juni 1996 präsentierten die Schuhmachermeister Gerhard Berthold und Rolf Neidhardt zur Überraschung der Leisniger und zum Entsetzen der Döbelner Bevölkerung den noch größeren Leisniger Riesenstiefel  mit den oben genannten Maßen. Diesen hatten sie unter völliger Geheimhaltung in ihrer Werkstatt gefertigt, in der sie dafür eigens die Decke zum Obergeschoss durchbrochen hatten.
Für seine Größe erhielt er 1997 den Eintrag ins Guinness-Buch der Rekorde als größter Stulpenstiefel der Welt.

### Zweiter Döbelner Riesenstiefel
2003 präsentierten die Döbelner Schuhmacher einen zweiten Riesenstiefel, der mit 3,90 m Höhe größer ist als der erste. Mit Rolf Neidhardt war gerade ein Leisniger maßgeblich am neuen Stiefel für Döbeln beteiligt. Vorteil des neuen Exemplars gegenüber dem Original ist seine Transportfähigkeit für Volksfeste, Messen und Reisen zu Partnerstädten.
Aufgrund seiner Ausstellung im Döbelner Brauhaus wird er im Volksmund auch „Brauhaus-“ oder „Schwarzbierstiefel“ genannt.

## Stiefelwacht
Um den Leisniger Riesenstiefel allen Interessierten präsentieren und ihn zu Anlässen außerhalb der Stadt transportieren zu können, müssen fast 500 kg bewegt werden.
Als für den Schutz des Stiefels verantwortliche Gruppe wurde daher im August 1999 die Leisniger Stiefelwacht gegründet. Acht Wachmänner, sechs Stiefelburschen und ein Maschinist begleiten und präsentieren seitdem in historischen Uniformen das Wahrzeichen der Stadt.

## Stiefelmuseum

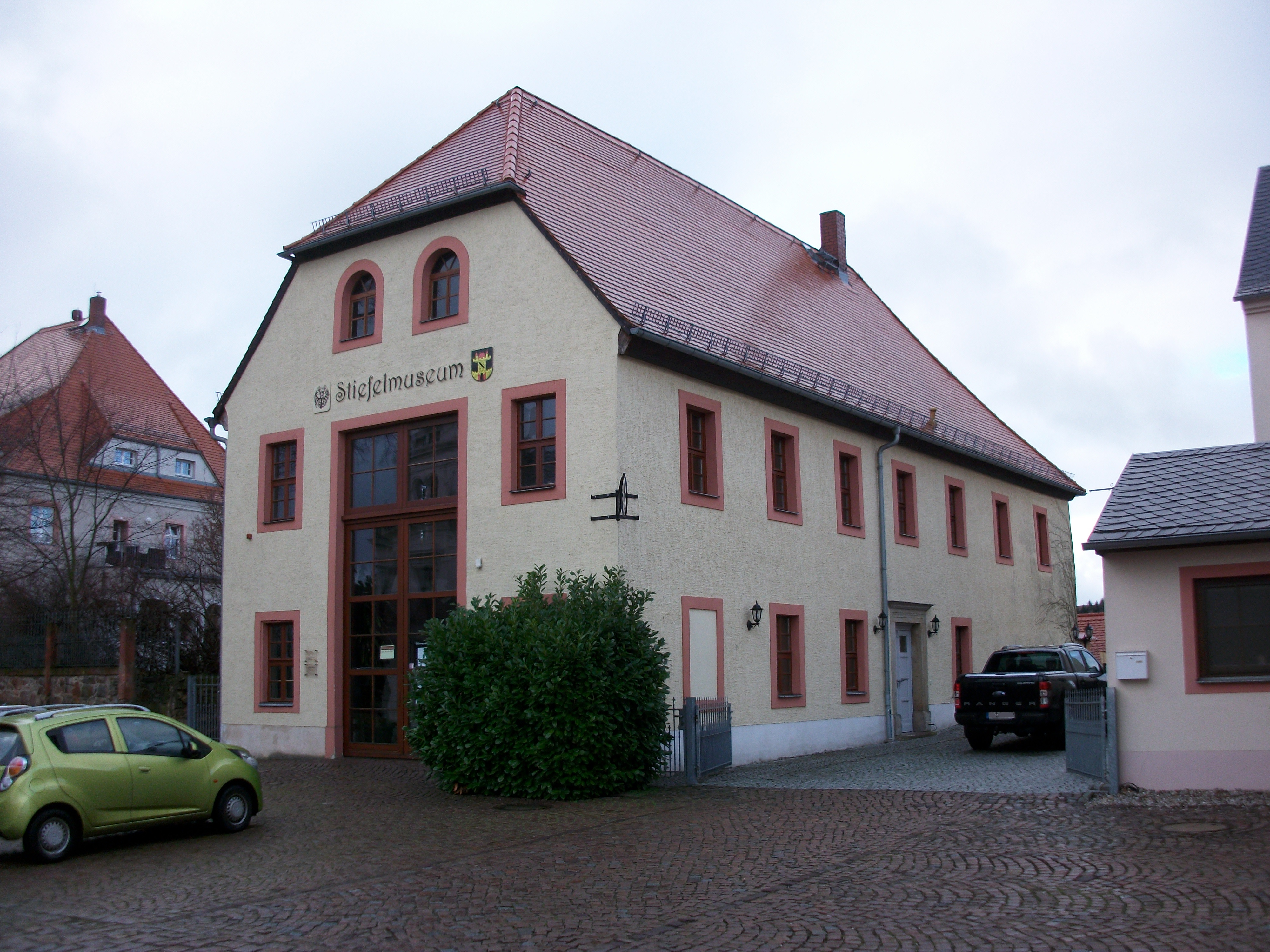
Stiefelmuseum Leisnig

Zum Burg- und Altstadtfest wurde 2006 das Leisniger Stiefelmuseum eingeweiht. Das Haus am Burglehn, im Bereich der ehemaligen Vorburg der Burg Mildenstein, bietet mit seiner 1000-jährigen Geschichte dem Leisniger Riesenstiefel eine optimale Unterkunft.
Daneben beherbergt es als frühere Wohnstätte des Malers Karl Wagler die Waglergalerie.